# Kutvihalli, Holalkere
Kutvihalli là một làng thuộc tehsil Holalkere, huyện Chitradurga, bang Karnataka, Ấn Độ.